# Miss Tierra 2010
Miss Tierra 2010 fue la 10.ª edición de Miss Tierra que se llevó a cabo el 4 de diciembre de 2010 en el Anfiteatro de Vinpearl en Nha Trang, Vietnam. 84 concursantes de varios países y territorios compitieron por el título, en el cual Miss Tierra 2009, Larissa Ramos coronó a su sucesora Nicole Faria de India al final del evento.

## Resultados
| Resultados Finales      | Candidata |
| ----------------------- | --- |
| Miss Tierra 2010        | - India - Nicole Faria |
| Miss Aire               | - Ecuador - Jennifer Pazmiño |
| Miss Agua               | - Tailandia - Watsaporn Wattanakoon |
| Miss Fuego              | - Puerto Rico - Yeidy Bosques |
| Finalistas (Top 7)      | - Japón - Marina Kishira - Sudáfrica - Nondyebo Dzingwa - Venezuela - Mariángela Bonanni |
| Semifinalistas (Top 14) | - Estados Unidos - Danielle Bounds - Italia - Ilenia Arnolfo - Países Bajos - Desiree van den Berg - República Checa - Carmen Justová - Ucrania - Valentina Zhytnyk - Rusia - Victoria Shchukina - Vietnam - Lưu Thị Diễm Hương |

### Premios especiales
| Premio                                      | Candidata                           |
| ------------------------------------------- | ----------------------------------- |
| Miss Fotogénica                             | - Tailandia - Watsaporn Wattanakoon |
| Miss Amistad                                | - Guatemala - Sue Ellen Castañeda   |
| Mejor Talento                               | - India - Nicole Faria              |
| Mejor Traje Típico                          | - Japón - Marina Kishira            |
| Mejor en Áo dài (Traje Nacional Vietnamita) | - Serbia - Tijana Rakic             |
| Mejor en Traje de Noche                     | - Ecuador - Jennifer Pazmiño        |
| Mejor en Traje de Baño                      | - Vietnam - Lưu Thị Diễm Hương      |

## Candidatas
| País                 | Candidata                            | Edad | Estatura        | Ciudad de Origen    |
| -------------------- | ------------------------------------ | ---- | --------------- | ------------------- |
| Alemania             | Reingard Hageman                     | 25   | 1,76 m (5′ 9″)  | Schwerin            |
| Australia            | Kelly Louise Maguire                 | 24   | 1,75 m (5′ 9″)  | Sídney              |
| Bahamas              | Aquelle Plakaris                     | 24   | 1,78 m (5′ 10″) | Nasáu               |
| Bélgica              | Melissa Vingerhoed                   | 18   | 1,70 m (5′ 7″)  | Etterbeek           |
| Bolivia              | Yovana O'Brien                       | 19   | 1,80 m (5′ 11″) | Santa Cruz          |
| Bosnia y Herzegovina | Ema Golijanin                        | 18   | 1,77 m (5′ 10″) | Sarajevo            |
| Botsuana             | Onalenna Gaopalelwe                  | 20   | 1,73 m (5′ 8″)  | Serowe              |
| Brasil               | Luisa de Almeida Lopes               | 20   | 1,75 m (5′ 9″)  | Porto de Galinhas   |
| Camerún              | Estelle Essame                       | 26   | 1,71 m (5′ 7″)  | Yaundé              |
| Canadá               | Summer Anne Ross                     | 26   | 1,80 m (5′ 11″) | Ontario             |
| Chile                | Pamela Soprani                       | 23   | 1,77 m (5′ 10″) | Santiago            |
| China                | Zhao Shen Qian Hui                   | 19   | 1,77 m (5′ 10″) | Pekín               |
| China Taipéi         | Hsing Jung-Lui                       | 19   | 1,75 m (5′ 9″)  | Taipéi              |
| Colombia             | Diana Marin                          | 22   | 1,80 m (5′ 11″) | Cali                |
| Corea                | Lee Gui-joo                          | 20   | 1,74 m (5′ 9″)  | Jeolla del Norte    |
| Costa Rica           | Allyson Alfaro                       | 19   | 1,72 m (5′ 8″)  | San José            |
| Crimea               | Anastasiya Sienina                   | 19   | 1,79 m (5′ 10″) | Simferópol          |
| Curazao              | Norayla Francisco                    | 25   | 1,81 m (5′ 11″) | Willemstad          |
| Dinamarca            | Sandra Vester                        | 25   | 1,73 m (5′ 8″)  | Copenhague          |
| Ecuador              | Jennifer Pazmiño                     | 22   | 1,80 m (5′ 11″) | Guayaquil           |
| Egipto               | Doaa Hakam                           | 22   | 1,69 m (5′ 7″)  | Luxor               |
| Escocia              | Cora Buchanan                        | 24   | 1,71 m (5′ 7″)  | Edinburgh           |
| Eslovenia            | Ines Draganovič                      | 19   | 1,74 m (5′ 9″)  | Liubliana           |
| Estados Unidos       | Danielle Bounds                      | 26   | 1,83 m (6′ 0″)  | Kansas City         |
| Filipinas            | Kris Psyche Resus                    | 22   | 1,66 m (5′ 5″)  | Infanta             |
| Francia              | Fanny Vauzanges                      | 25   | 1,74 m (5′ 9″)  | Paris               |
| Gales                | Louise Hinder                        | 19   | 1,77 m (5′ 10″) | Swansea             |
| Ghana                | Golda Dayi[cita requerida]           | 24   | 1,75 m (5′ 9″)  | Acra                |
| Guadalupe            | Maïté Elso                           | 23   | 1,71 m (5′ 7″)  | Les Abymes          |
| Guam                 | Naiomie Jean Santos                  | 18   | 1,75 m (5′ 9″)  | Maina               |
| Guatemala            | Sue Ellen Castañeda Herrera          | 24   | 1,72 m (5′ 8″)  | Ciudad de Guatemala |
| Guyana               | Soyini Fraser                        | 20   | 1,80 m (5′ 11″) | Georgetown          |
| Hong Kong            | Xiaoyue Zheng                        | 20   | 1,76 m (5′ 9″)  | Hong Kong           |
| India                | Nicole Faria                         | 20   | 1,76 m (5′ 9″)  | Bengaluru           |
| Inglaterra           | Sandra Marie Lees                    | 25   | 1,70 m (5′ 7″)  | Birmingham          |
| Indonesia            | Jessica Aurelia Tji                  | 24   | 1,70 m (5′ 7″)  | Yakarta             |
| Irlanda              | Alesha Gallen                        | 24   | 1,75 m (5′ 9″)  | Donegal             |
| Irlanda del Norte    | Judith Keys                          | 18   | 1,68 m (5′ 6″)  | Belfast             |
| Islas Caimán         | Samantha Widmer                      | 23   | 1,75 m (5′ 9″)  | George Town         |
| Italia               | Ilenia Arnolfo                       | 26   | 1,81 m (5′ 11″) | -                   |
| Jamaica              | Kai Ayanna McDonald                  | 24   | 1,72 m (5′ 8″)  | -                   |
| Japón                | Marina Kishira                       | 23   | 1,73 m (5′ 8″)  | Hokkaido            |
| Kenia                | Miano Isabell Wangui[cita requerida] | 22   | 1,74 m (5′ 9″)  | -                   |
| Kosovo               | Morena Taraku                        | 20   | 1,75 m (5′ 9″)  | Peć                 |
| Letonia              | Eva Caune                            | 22   | 1,68 m (5′ 6″)  | Riga                |
| Líbano               | Jihane Nehme                         | 26   | 1,74 m (5′ 9″)  |                     |
| Luxemburgo           | Laureta Bardoniqi                    | 18   | 1,68 m (5′ 6″)  | Bettembourg         |
| Macao                | Sun Yi Tong                          | 23   | 1,66 m (5′ 5″)  | Macao               |
| Madagascar           | Alexandra Randrianarivel             | 23   | 1,73 m (5′ 8″)  | Antananarivo        |
| Malasia              | Appey Rowena                         | 18   | 1,70 m (5′ 7″)  | Kota Kinabalu       |
| Malta                | Christine Mifsud                     | 19   | 1,76 m (5′ 9″)  | -                   |
| Martinica            | Christine Garçon                     | 22   | 1,78 m (5′ 10″) | Le Vauclin          |
| Mauricio             | Anne-Lise Ramooloo                   | 21   | 1,74 m (5′ 9″)  | Port Louis          |
| México               | Claudia López Mollinedo              | 18   | 1,73 m (5′ 8″)  | Tabasco             |
| Mongolia             | Bayaarkhuu Gantogoo                  | 24   | 1,75 m (5′ 9″)  |                     |
| Nepal                | Sahana Bajracharya                   | 21   | 1,67 m (5′ 6″)  | Katmandú            |
| Nueva Zelanda        | Lisa Davids                          | 20   | 1,65 m (5′ 5″)  | North Shore         |
| Nicaragua            | Junieth Rosales                      | 21   | 1,76 m (5′ 9″)  | Managua             |
| Nigeria              | Inara Isaiah                         | 17   | 1,80 m (5′ 11″) | Bayelsa             |
| Noruega              | Iman Kerigo                          | 18   | 1,68 m (5′ 6″)  | Kløfta              |
| Países Bajos         | Desiree van den Berg                 | 23   | 1,76 m (5′ 9″)  | Santpoort           |
| Panamá               | Nicolle Morrell                      | 20   | 1,76 m (5′ 9″)  | Panamá              |
| Perú                 | Silvana Vásquez                      | 22   | 1,74 m (5′ 9″)  | Cajamarca           |
| Polonia              | Beata Polakowska                     | 24   | 1,72 m (5′ 8″)  | Ostrów Mazowiecka   |
| Puerto Rico          | Yeidy Bosques                        | 22   | 1,80 m (5′ 11″) | Mayagüez            |
| República Checa      | Carmen Justová                       | 19   | 1,76 m (5′ 9″)  | Sokolov             |
| República Dominicana | Wisleidy Osorio                      | 25   | 1,72 m (5′ 8″)  | Samaná              |
| República Eslovaca   | Tímea Szaboová                       | 20   | 1,83 m (6′ 0″)  | Bratislava          |
| Rumania              | Andreea Capsuc                       | 19   | 1,71 m (5′ 7″)  | Bucarest            |
| Rusia                | Viktoria Shchukina                   | 22   | 1,76 m (5′ 9″)  |                     |
| Samoa                | Faaselega Oloapu[cita requerida]     | 23   | 1,80 m (5′ 11″) |                     |
| Serbia               | Tijana Rakic                         | 22   | 1,80 m (5′ 11″) | Belgrado            |
| Singapur             | Maricelle Rani Wong                  | 20   | 1,66 m (5′ 5″)  | Singapur            |
| Sudáfrica            | Nondyebo Dzingwa                     | 24   | 1,75 m (5′ 9″)  | Roodepoort          |
| Sudán del Sur        | Atong de Mach[cita requerida]        | 22   | 1,80 m (5′ 11″) |                     |
| Suiza                | Liza Andrea Küster                   | 24   | 1,68 m (5′ 6″)  | Berna               |
| Tahití               | Mihiatea Ruta                        | 24   | 1,75 m (5′ 9″)  |                     |
| Tailandia            | Watsaporn Wattanakoon                | 23   | 1,70 m (5′ 7″)  | Chiang Rai          |
| Tanzania             | Rose Shayo                           | 21   | 1,82 m (6′ 0″)  | Dodoma              |
| Tonga                | Glena Lavemai                        | 19   | 1,79 m (5′ 10″) | -                   |
| Turquía              | Döndü Şahin                          | 24   | 1,83 m (6′ 0″)  | Núremberg           |
| Ucrania              | Valentina Zhytnyk                    | 18   | 1,79 m (5′ 10″) | Nova Kakhovka       |
| Venezuela            | Mariángela Bonanni                   | 22   | 1,77 m (5′ 10″) | San Cristóbal       |
| Vietnam              | Lưu Thị Diễm Hương                   | 20   | 1,71 m (5′ 7″)  | Ciudad Ho Chi Minh  |

### Debuts
- Crimea, Guyana y  Madagascar competirán por primera vez en esta edición de Miss Tierra.

### Países y Territorios que Regresan
- Mauricio[33] y Mongolia compitieron por última vez en Miss tierra 2005.
- Islas Caimán, Chile, Curazao, Egipto y Irlanda compitieron por última vez en Miss Tierra 2006.
- Camerún, Noruega y Vietnam compitieron por última vez en Miss tierra 2007.
- Bolivia, Bosnia & Herzegovina, Botsuana, Alemania, Nicaragua y Rumania compitieron por última vez en Miss Tierra 2008.

### Retiros
- Albania, Argentina,  Cuba, Gabón, Grecia, Honduras, Hungría, Israel, Pakistán, Paraguay, España, Suecia,  Macao, Sri Lanka, El Salvador y Turcas & Caicos

### Reemplazos
- Brasil: Aline Bruch fue reemplazada por  Luisa de Almeida Lopes.
- Costa Rica: Alejandra Álvarez fue reemplazada por Allyson Alfaro por razones desconocidas.
- Alemania: Anna Julia Hagen fue reemplazada por Reingard Hagemann debido a sus estudios.
- Rumania: Andreea Dorobantiu fue reemplazada por Alina Darmanescu.

## Datos acerca de las candidatas
- Países Bajos: Desiree van den Berg compitió en  Miss Universo 2010  y  Miss Mundo 2010 logrando en este último entrar en las 25 semi- finalistas.
- Australia: Kelly Louise Maguire compitió en  Miss Internacional 2009 y Miss Tourism Queen Internacional 2009.
- Ecuador: Jennifer Pazmiño compitió en Miss Internacional 2008 logrando entrar en el grupo de las 12 semifinalistas.
- Nicaragua: Junieth Rosales compitió en  Miss Teenager Universe 2010.
- Noruega: Iman Kerigo es de ascendencia keniana. Es la primera mujer negra en representar a  Noruega en Miss Tierra.